# Ústavodárné shromáždění
Ústavodárné shromáždění či Ústavodárný sněm: je obecně užívané pro těleso nadané ústavodárnými úkoly a pravomocemi – tj. úkolem a pravomocí připravit či připravit a schválit novou ústavu země.

## Ústavodárná shromáždění podle zemí
- Československo
  - (1946–1948): Ústavodárné Národní shromáždění republiky Československé
- Francie
  - (1789–1791): Ústavodárné národní shromáždění
- Nepál
  - (2008–2012): Nepálské ústavodárné shromáždění
- Rakouské císařství
  - (1848–1849): Kroměřížský sněm
- Ruská republika
  - (1918): Ruské ústavodárné shromáždění
- Slovinsko
  - (1946–1947): Ústavodárné shromáždění Lidové republiky Slovinsko